# Porto Alegre
Porto Alegre nagyváros Brazília délkeleti részén, São Paulótól közúton mintegy 1100 km-re délnyugatra. Az ország legdélibb állama, Rio Grande do Sul székhelye. Lakosainak száma kb. 1,4 millió fő volt 2010-ben, az agglomerációé több mint 4 millió.
1772-ben a portugálok alapították. A 19. század végén sok bevándorló érkezett ide a világ más részeiről, főként Európa országaiból.

## Népesség
A város népességének változása:
| Lakosok száma | 1 360 590 | 1 409 351 | 1 476 867 | 1 484 941 | 1 488 252 | 1 492 530 | 1 332 845 |
|               | 2000      | 2010      | 2015      | 2017      | 2020      | 2021      | 2022      |

## Gazdaság
Ipari, kereskedelmi, kulturális központ. Kikötőváros, többek között szójababot, rizst, búzát, húst, gyapjút, bőrt exportál. Gazdaságának fő ágai még a vegyipar, textil- és élelmiszeripar, bőrfeldolgozás, fémipar, petrolkémiai ipar. A városban sok üzleti és pénzügyi intézmény működik.

## Galéria

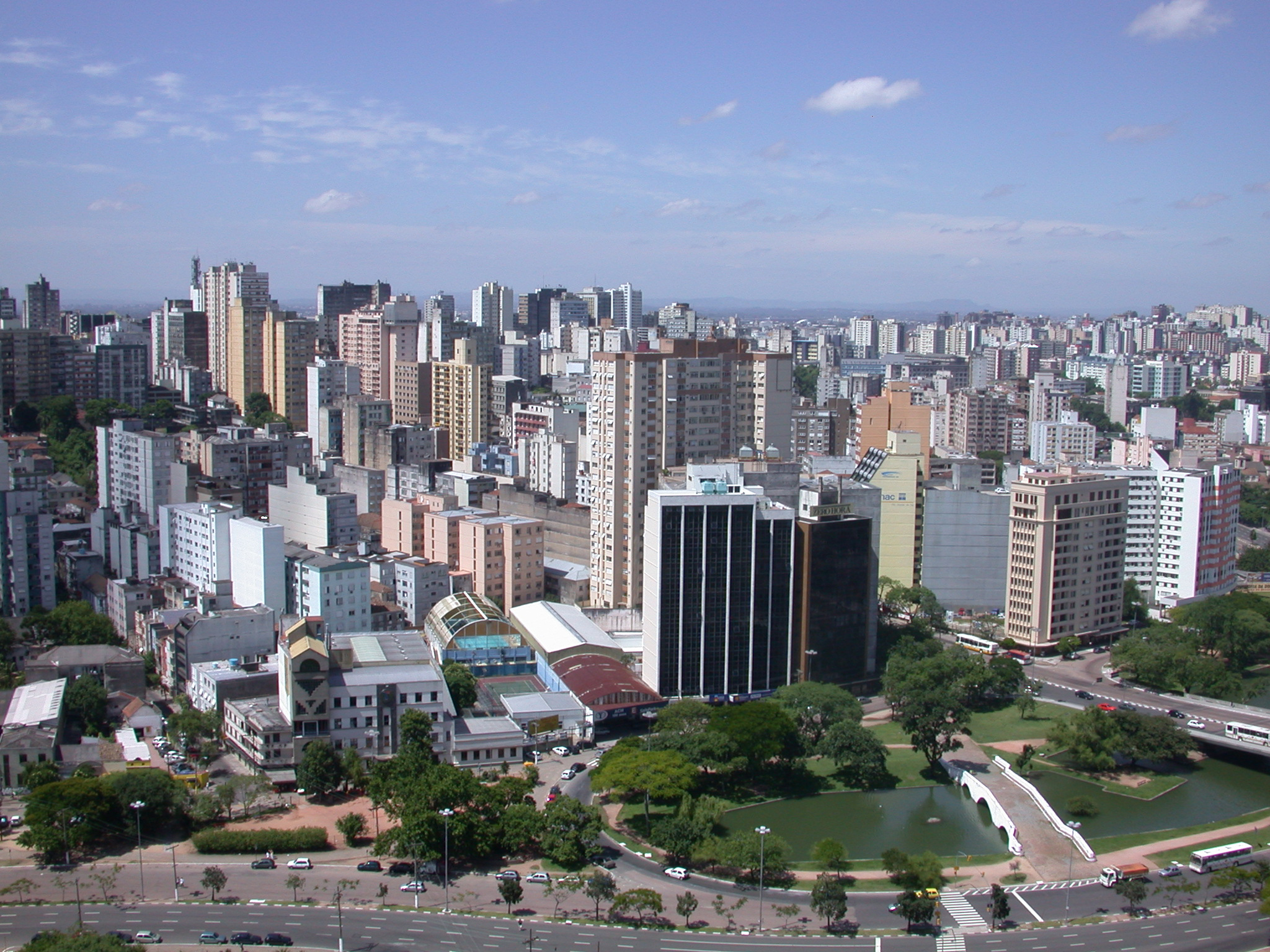
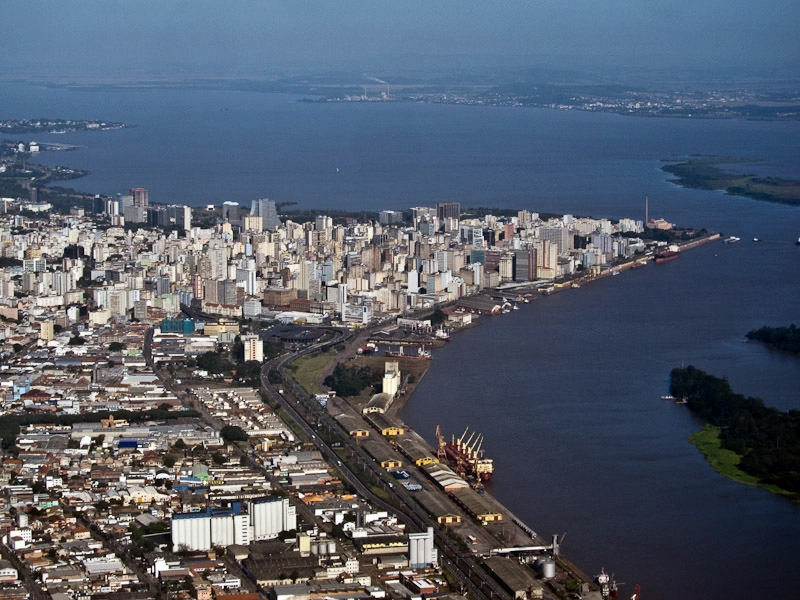
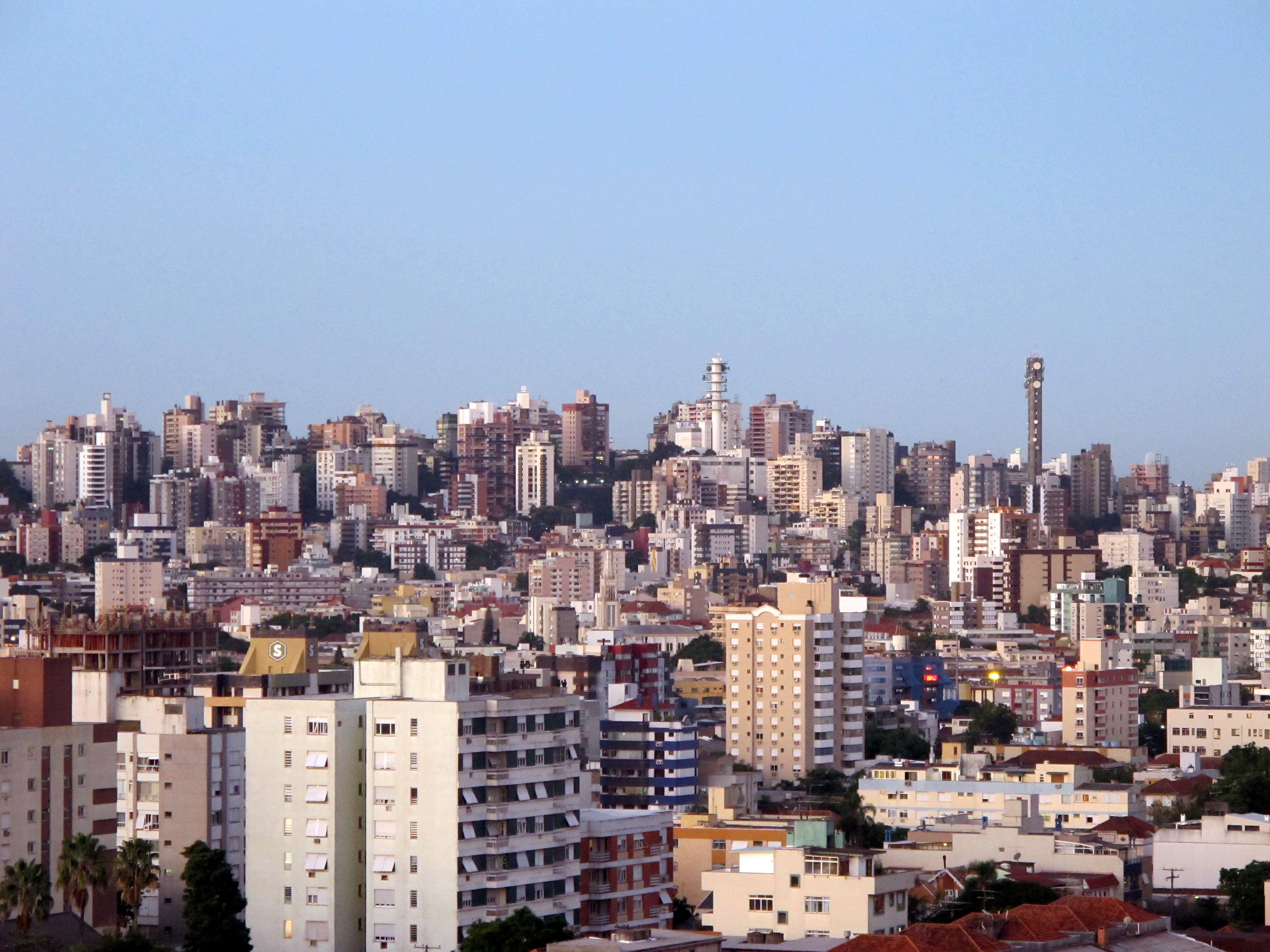
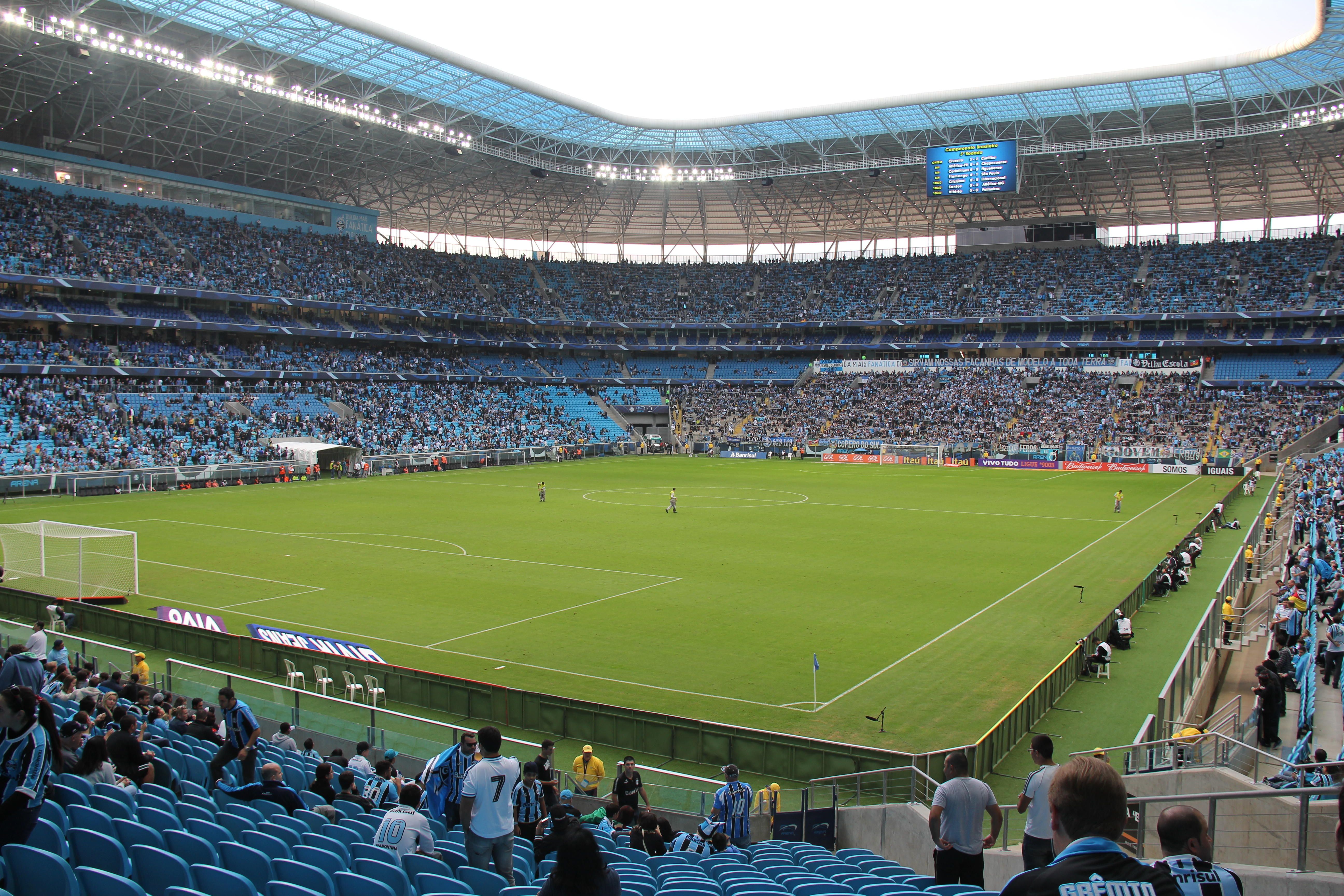